# Dionay
Dionay is een plaats en voormalige gemeente in het Franse departement Isère in regio Auvergne-Rhône-Alpes. De plaats maakt deel uit van het arrondissement Grenoble.

## Geschiedenis
De gemeente maakte tot 22 maart 2015 deel uit van het kanton Saint-Marcellin. Op die dag werd het kanton opgeheven en werden de gemeenten opgenomen in het op die dag gevormde kanton Le Sud Grésivaudan. Op 31 december datzelfde jaar fuseerde de gemeente met Saint-Antoine-l'Abbaye tot een commune nouvelle. Op 1 januari 2017 veranderde deze gemeente de naam naar Saint Antoine l'Abbaye.

## Geografie
De oppervlakte van Dionay bedraagt 14,7 km², de bevolkingsdichtheid is 8,9 inwoners per km².
De onderstaande kaart toont de ligging van Dionay met de belangrijkste infrastructuur en aangrenzende gemeenten.

## Demografie
Onderstaande figuur toont het verloop van het inwonertal.